# حجم المهبل البشري
يحظى موضوع أبعاد وشكل المهبل أهمية كبيرة في الطب وفي الجراحة كذلك. لكن وبالرغم من هذه الأهمية فمن الصعب العثور على طريقة مشتركة تُمكن من قياس حجم وطول المهبل بالإضافة إلى شكله. إنّ الاختلافات في الحجم والشكل بين امرأة وأخرى أمر مثير للجدل ناهيك على أن هذه الاختلافات غالبا ما تتغير أثناء الاستثارة الجنسية والجماع، ليس هذا فقط بل إن طول المهبل قد يختلف ما بين العزباء والمتزوجة ناهيك عن توسعه وتمدده واستطالته خلال الولادة المهبلية. على الرغم من أن أبعاد المهبل لم يكن موضوع بحث مكثف بنفس القدر من البحث في حجم قضيب الإنسان إلا أن عددا من الدراسات البحثية بذلت الكثير من الجهد في قياس هذا الطول.

## الأبعاد
في دراسة أُجريت عام 1996 من قبل بينديرغراس وآخرون باستخدام الفينيل وبعض المواد المأخوذة من مهبل 39 امرأة وُجدت الأبعاد والنطاقات التالية:
- الطول: 6.9 سنتيمتر (2.7 بوصة) إلى 15 سنتيمتر (5.9 بوصة)
- العرض: 4.8 سنتيمتر (1.9 بوصة) إلى 6.3 سنتيمتر (2.5 بوصة)
- القطر: 2.4 سنتيمتر (0.94 بوصة) إلى 6.5 سنتيمتر (2.6 بوصة)

وفي دراسة ثانية قام بها نفس الباحث وعلى نفس المجموعة ظهرت تفاوتات كبيرة في الحجم والشكل بين مهبل النساء من مختلف المجموعات العرقية. بشكل عام أظهرت الدراسات التي أُجريت على مجموعة واسعة من أشكال المهبل بأنه «متوازي الوجهين، مخروطي أو على شاكلة قلب كما أنه سبيك يُشبه بذور اليقطين في شكله.» بالرغم من نتائج الدراسة السابقة لم يجد الباحث بارنهارت وآخرون أي علاقة بين العرق وحجم المهبل، كما كانوا أيضا غير قادرين على تمييز شكل المهبل حيث طرحوا سؤالا انطلاقا من نتائج الدراسة الأولى: «هل يُشبه المهبل القلب؟ أم ربما بذور اليقطين؟ ثم ماذا لو لم يكن متوازي الجانبين؟ وهكذا!»
في دراسة أخرى أُجريت عام 2003 من قبل مجموعة الباحثين الذين خلصوا إلى أن القياسات السطحية للمهبل تتراوح بين 66 سنتيمتر مربع (10.2 بوصة2) حتى 107 سنتيمتر مربع (16.6 بوصة2) مع متوسط 87 سنتيمتر مربع (13.5 بوصة2) وانحراف معياري قدره 7.8 سنتيمتر مربع (1.21 بوصة2)
نُشرت بحوث أخرى في عام 2006 حاولت معرفة أبعاد المهبل بالاعتماد على التصوير بالرنين المغناطيسي لمهبل 28 امرأة:
- متوسط طول عنق الرحم إلى مولج: 6.3 سنتيمتر (2.5 بوصة)
- متوسط طول المهبل: 3.3 سنتيمتر (1.3 بوصة)
- متوسط طول قاع الحوض: 2.7 سنتيمتر (1.1 بوصة)
  - متوسط طول مولج : 2.6 سنتيمتر (1.0 بوصة)

## الأبعاد أثناء الإثارة الجنسية
ذكر لورانس نقلا عن ماسترز وجونسون أن دورة الاستجابة الجنسية البشرية قد فُصلت في كتاب العالِمين وبالتحديد في الصفحتين 73 و74 حيث يُبينُ ماسترز وجونسون أن عمق مهبل من أُجريت عليهن الدراسة يتراوح بين 7-8 سم (2.8–3.1 بوصة) خلال المرحلة العادية فيما يصل إلى 11-12 سم (4.3–4.7 بوصة) أثناء الاستثارة الجنسية.

## أبعاد الأجهزة الطبية المستخدمة في المهبل
ليس هناك فرق كبير بين حجم الأجهزة الطبية المُستعملة أو بالأحرى تلك التي تُستعمل داخل المهبل، وذلك نظرا لتوسع المهبل نفسه. لكن وبالرغم من ذلك فالفرزجة على سبيل المثال لا الحصر لن تُناسب جميع النساء.